# IPD 5801
Die IPD 5801 war eine Entwicklung des brasilianischen Instituto de Pesquisas e Desenvolvimento (IPD).

## Geschichte und Konstruktion
Im Jahre 1958 ersuchte Neiva das Instituto de Pesquisas e Desenvolvimento um Unterstützung bei der Entwicklung eines neuen zweisitzigen Segelflugzeugs, das als Nachfolger der Neiva B Monitor bei den brasilianischen Aeroclubs vorgesehen war. Mangels ausreichender Mittel entwarfen die Ingenieure Hiroshi Kameyama, José Carlos Reis und Douglas José Arcuri ein wirtschaftlich machbares Modell, eine überarbeitete B Monitor. Die Maschine war, wie das Ausgangsmodell, als Schulterdecker mit abgestrebten Tragflächen, konventionellem Leitwerk und einem zweisitzigen Tandemcockpit ausgelegt. Der Rumpf bestand aus mit Stoff überzogenen geschweißten Stahlrohren. Es wurde lediglich ein Prototyp gebaut.

## Technische Daten
| Kenngröße              | Daten   |
| ---------------------- | ------- |
| Besatzung              | 1       |
| Passagiere             | 1       |
| Länge                  | 7 m     |
| Spannweite             | 14 m    |
| Höhe                   | ?       |
| Flügelfläche           | 19 m²   |
| Flügelstreckung        | 10,3    |
| Gleitzahl              | 20,8    |
| Geringstes Sinken      |         |
| Leermasse              | ?       |
| max. Startmasse        | 380 kg  |
| Minimalgeschwindigkeit | 50 km/h |
| Höchstgeschwindigkeit  | ?       |